# 茨城県道182号大竹鉾田線

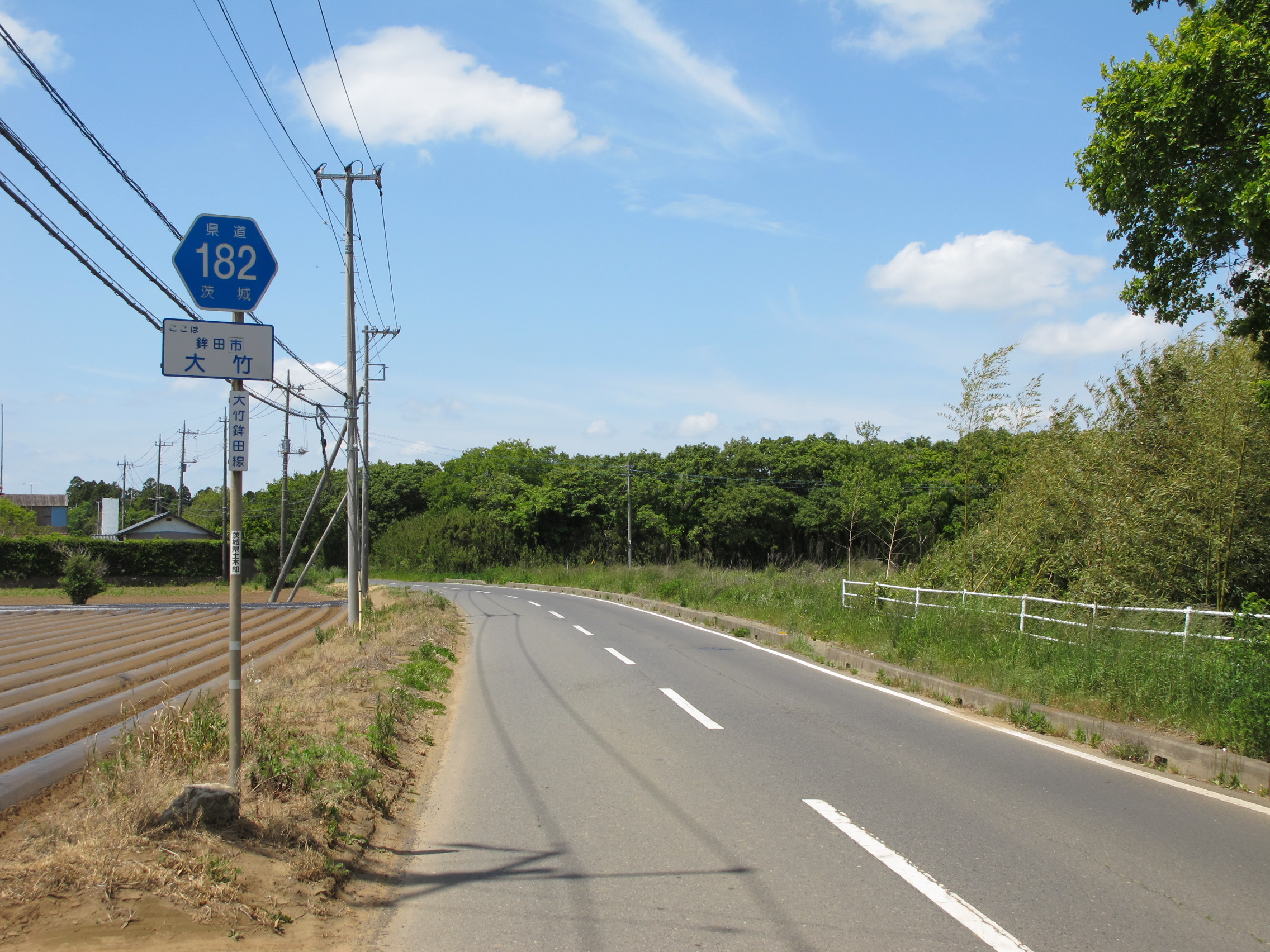
茨城県道182号大竹鉾田線
鉾田市大竹・起点付近（2013年5月）

茨城県道182号大竹鉾田線（いばらきけんどう182ごう おおたけほこたせん）は、茨城県鉾田市内の一般県道である。

## 概要
鉾田市大竹の国道51号大竹交差点と同市安塚を東西に結ぶ延長 6kmの一般県道。大竹交差点は大竹海岸の玄関口で、鉾田市街地から大竹海岸鉾田海水浴場方面へ抜ける道路として利用される。

### 路線データ
- 起点：茨城県鉾田市大竹985番地先（国道51号交点、大竹交差点）[1]
- 終点：茨城県鉾田市安塚570-1地先（茨城県道18号茨城鹿島線交点、安塚南交差点）[2]
- 総延長：7.823 km[3]
- 重用延長：なし[3]
- 未供用延長：なし[3]
- 実延長：7.823 km[3]
- 自動車交通不能区間延長[注釈 1]：なし[3]

## 歴史
1959年（昭和34年）10月14日、新たな県道として鹿島郡鉾田町大字大竹を起点とし、鹿島郡鉾田町大字鉾田を終点とする区間を本路線とする県道大竹鉾田線として茨城県が県道路線認定した。
1995年（平成7年）に整理番号182となり現在に至る。

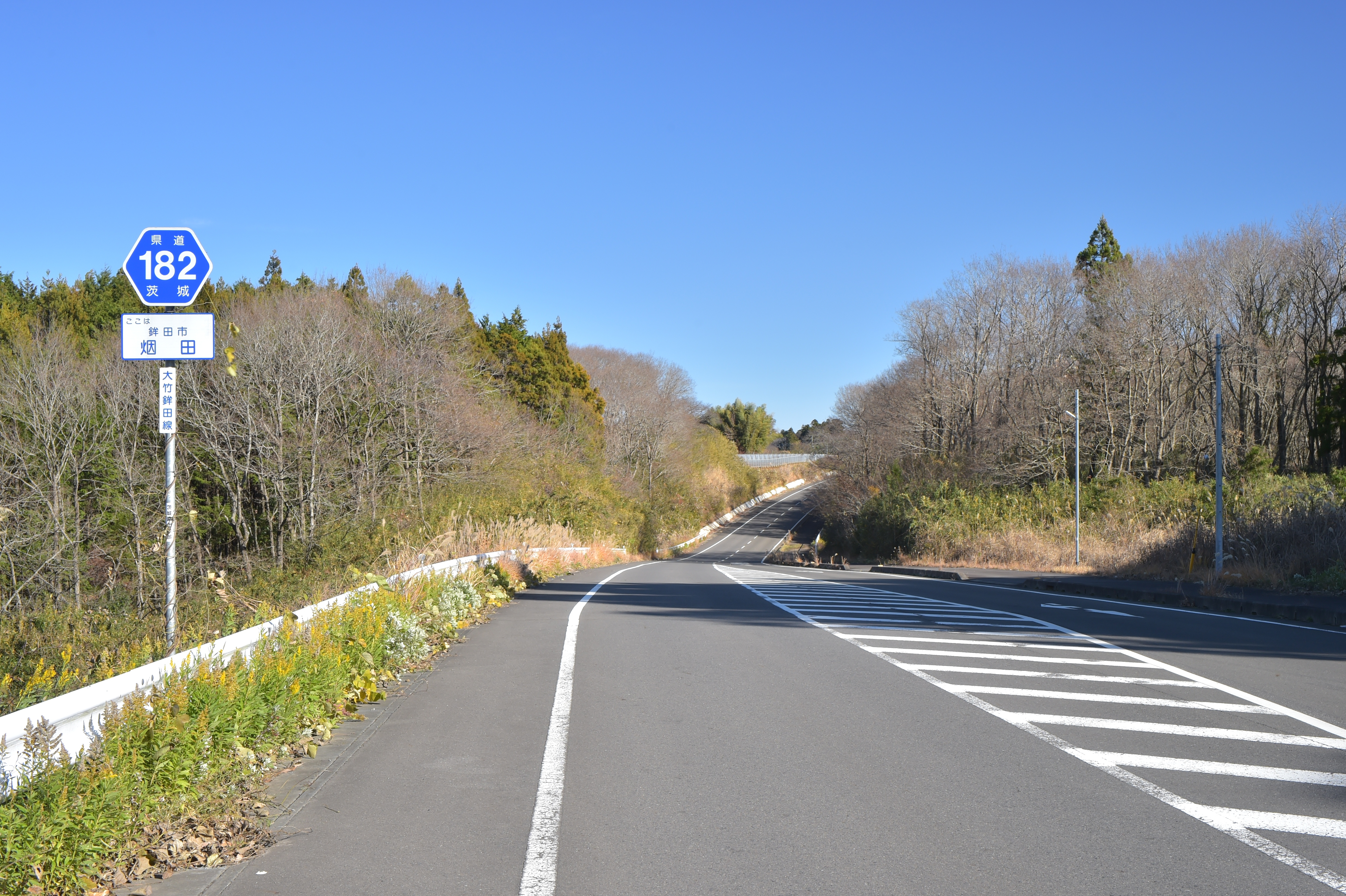
茨城県道182号大竹鉾田線バイパス（鉾田市烟田、2023年12月）

### 年表
- 1934年（昭和9年）8月28日：現在の路線の前身である汲上鉾田停車場線が路線認定される。[4]
- 1959年（昭和34年）10月14日
  - 現在の路線が路線認定される（図面対照番号189）[5]。
  - 道路の区域は、鹿島郡鉾田町大字大竹の二級国道千葉水戸線（現、国道51号）分岐から鹿島郡鉾田町大字鉾田の県道鉾田鹿島線（現在の県道茨城鹿島線）交点までと決定された[1]。
- 1993年（平成5年）5月24日：鉾田町大字烟田 - 大字安塚のバイパス道路を新設する道路区域（2.239 km）が決定する[6]。
- 1995年（平成7年）3月30日：整理番号246から現在の番号（整理番号182）に変更される[7]。
- 1997年（平成9年）12月11日：鉾田町大字大竹 - 大字安塚のバイパス区間を2.76 km延伸（総延長4.999 km）する地域が決定する[8]。
- 2000年（平成12年）1月31日：鉾田町大字大竹 - 大字安塚のバイパス区間を1.813 km延伸（総延長6.812 km）する地域が決定する[9]。
- 2003年（平成15年）3月24日：鉾田町大字烟田 - 大字鉾田（主要地方道水戸鉾田佐原線・新鉾田駅東交差点）のバイパス一部区間（約1.0 km）を供用開始[10]。
- 2014年（平成26年）8月25日：鉾田市安塚（安塚交差点 - 安塚南交差点）の旧主要地方道茨城鹿島線の旧道（340 m）を編入。終点位置が、安塚南交差点に移動する[2]。
- 2015年（平成27年）
  - 2月5日：鉾田市烟田（烟田中央交差点） - 同市安塚（安塚交差点）の現道の一部（397 m）を指定解除[11]。
  - 2月20日：大竹鉾田線バイパス（新道）の鉾田市烟田地内の一部区間（約1.4 km）を供用開始[12]。
- 2020年（令和2年）
  - 3月30日：大竹鉾田線バイパス（新道）の鉾田市烟田字小内野 - 同字万鍬ノ上（約0.7 km）を供用開始[13]。
  - 9月10日：大竹鉾田線バイパス（新道）の鉾田市烟田字万鍬ノ上 - 同字福寿寺（約0.7 km）を供用開始[13]。

## 道路施設
- 長茂橋（鉾田市鉾田）：鉾田川の支流である長茂川に架かる橋梁。

## 地理
地勢は標高30–40mの常陸台地の東端部の鹿島台地に位置し、沿線の大半は農耕地や平地林が広がる。鉾田側に向かって段丘部が北浦沿岸低地へ下る坂道となり終点付近の沿線は北浦の北端部に出る。

### 通過する自治体
- 鉾田市

### 交差する道路
- 現道
  - 国道51号（鉾田市大竹 大竹交差点）
  - 茨城県道18号茨城鹿島線烟田安塚バイパス（鉾田市安塚 終点・安塚南交差点）
- 新道
  - 茨城県道18号茨城鹿島線（鉾田市鉾田2丁目 新鉾田駅東交差点）

### 周辺
- 大竹海岸鉾田海水浴場